# Kaohsiung Cup 2014
La Kaohsiung Cup 2014, nota anche come OEC Kaohsiung, è stata un torneo di tennis facente parte della categoria ATP Challenger Tour nell'ambito dell'ATP Challenger Tour 2014. È stata la 3ª edizione del torneo che si è giocato a Kaohsiung, a Taiwan, dal 14 al 20 luglio 2014 su campi in cemento e aveva un montepremi di 125 000 $+H.

## Partecipanti singolare

### Teste di serie
| Nazionalità   | Giocatore            | Ranking* | Testa di serie |
| ------------- | -------------------- | -------- | -------------- |
| Taipei cinese | Lu Yen-hsun          | 42       | 1              |
| Slovenia      | Blaž Kavčič          | 85       | 2              |
| Giappone      | Gō Soeda             | 102      | 3              |
| Giappone      | Yūichi Sugita        | 139      | 4              |
| Russia        | Aleksandr Kudrjavcev | 158      | 5              |
| Svizzera      | Marco Chiudinelli    | 176      | 6              |
| Italia        | Thomas Fabbiano      | 179      | 7              |
| Ucraina       | Denys Molčanov       | 214      | 8              |

- Ranking al 7 luglio 2014.

### Altri partecipanti
Giocatori che hanno ricevuto una wild card:
- Ho Chih-Jen
- Hung Jui-Chen
- Lu Yen-hsun
- Wang Chieh-Fu

Giocatori che sono passati dalle qualificazioni:
- Nam Ji-sung
- Jaime Pulgar-Garcia
- Shuichi Sekiguchi
- Kento Takeuchi

## Partecipanti doppio

### Teste di serie
| Nazionalità   | Giocatore      | Nazionalità   | Giocatore             | Ranking* | Testa di serie |
| ------------- | -------------- | ------------- | --------------------- | -------- | -------------- |
| Cina          | Gong Maoxin    | Taipei cinese | Peng Hsien-yin        | 329      | 1              |
| Taipei cinese | Chen Ti        | Taipei cinese | Huang Liang-chi       | 398      | 2              |
| Ucraina       | Denys Molčanov | Taipei cinese | Yang Tsung-hua        | 529      | 3              |
| Australia     | Ryan Agar      | India         | Jeevan Nedunchezhiyan | 554      | 4              |

- Ranking al 7 luglio 2014.

### Altri partecipanti
Coppie che hanno ricevuto una wild card:
- Wu Tung-Lin /  Yi Chu-Huan
- Chen I-Ta /  Ho Chih-Jen
- Hsieh Cheng-peng /  Yang Shao-Chi

## Vincitori

### Singolare
Lu Yen-hsun ha battuto in finale  Luca Vanni con il punteggio di 6(7)–7, 6–4, 6–4

### Doppio
Gong Maoxin /  Peng Hsien-yin hanno battuto in finale  Chen Ti /  Huang Liang-chi con il punteggio di 6–3, 6–2